# Сен-Ромен-э-Сен-Клеман
Сен-Роме́н-э-Сен-Клема́н (фр. Saint-Romain-et-Saint-Clément) — коммуна во Франции, находится в регионе Аквитания. Департамент — Дордонь. Входит в состав кантона Тивье. Округ коммуны — Нонтрон.
Код INSEE коммуны — 24496.

## История
Коммуна была образована в 1827 году путём объединения коммун Сен-Ромен и Сен-Клеман.

## География

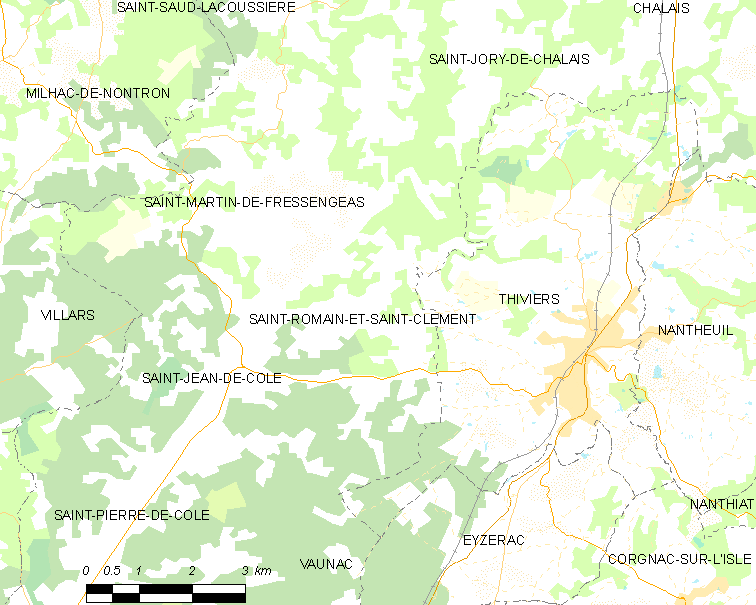
Карта коммуны

Коммуна расположена приблизительно в 400 км к югу от Парижа, в 135 км северо-восточнее Бордо, в 29 км к северо-востоку от Перигё.
На севере коммуны протекает река Коль.

### Климат
Климат умеренный океанический со средним уровнем осадков, которые выпадают преимущественно зимой. Лето здесь долгое и тёплое, однако также довольно влажное, здесь не бывает регулярных периодов летней засухи. Средняя температура января — 5 °C, июля — 18 °C. Изредка вследствие стечения неблагоприятных погодных условий может наблюдаться непродолжительная засуха или случаются поздние заморозки. Климат меняется очень часто, как в течение сезона, так и год от года.

## Население
Население коммуны на 2010 год составляло 316 человек.
| 1962 | 1968 | 1975 | 1982 | 1990 | 1999 | 2010 |
| ---- | ---- | ---- | ---- | ---- | ---- | ---- |
| 325  | 295  | 260  | 309  | 332  | 358  | 316  |

## Администрация
| Период | Период | Фамилия     | Партия       | Примечания |
| ------ | ------ | ----------- | ------------ | ---------- |
| 2001   | 2020   | Филипп Лашо | беспартийный |            |

## Экономика
В 2010 году среди 214 человек трудоспособного возраста (15-64 лет) 155 были экономически активными, 59 — неактивными (показатель активности — 72,4 %, в 1999 году было 68,5 %). Из 155 активных жителей работали 146 человек (83 мужчины и 63 женщины), безработных было 9 (4 мужчины и 5 женщин). Среди 59 неактивных 16 человек были учениками или студентами, 30 — пенсионерами, 13 были неактивными по другим причинам.

## Фотогалерея

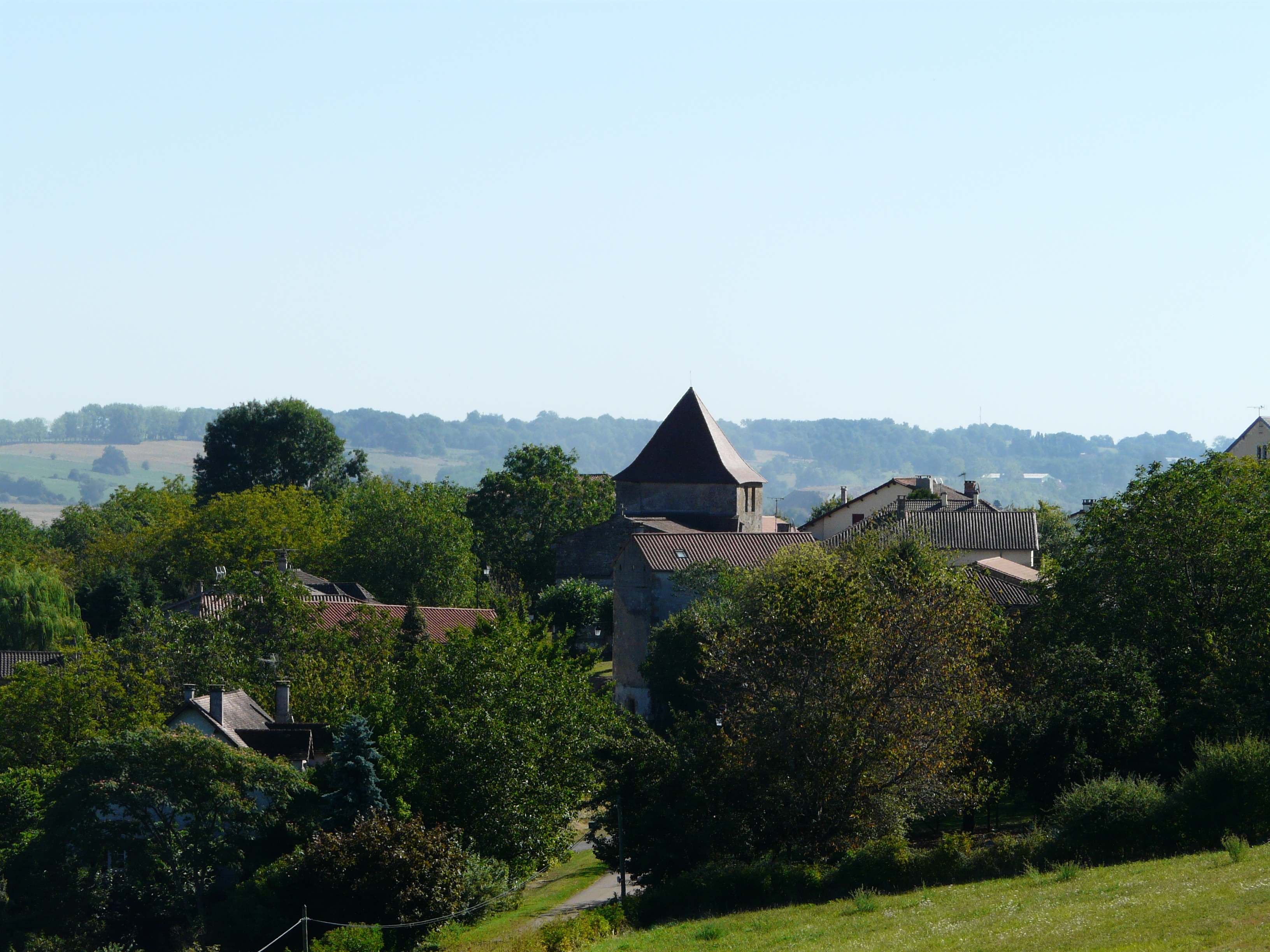
Деревня Сен-Ромен
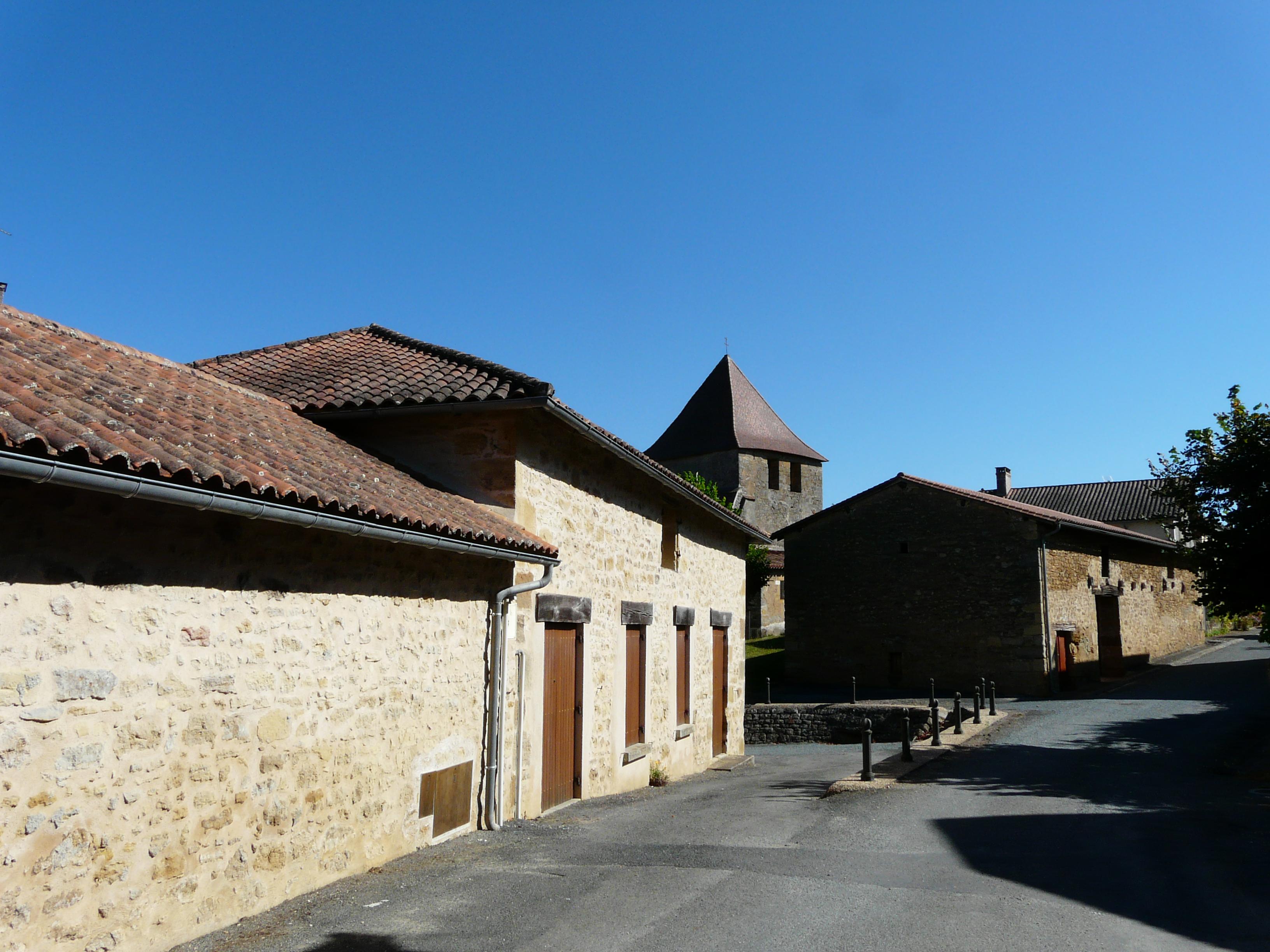
Деревня Сен-Ромен
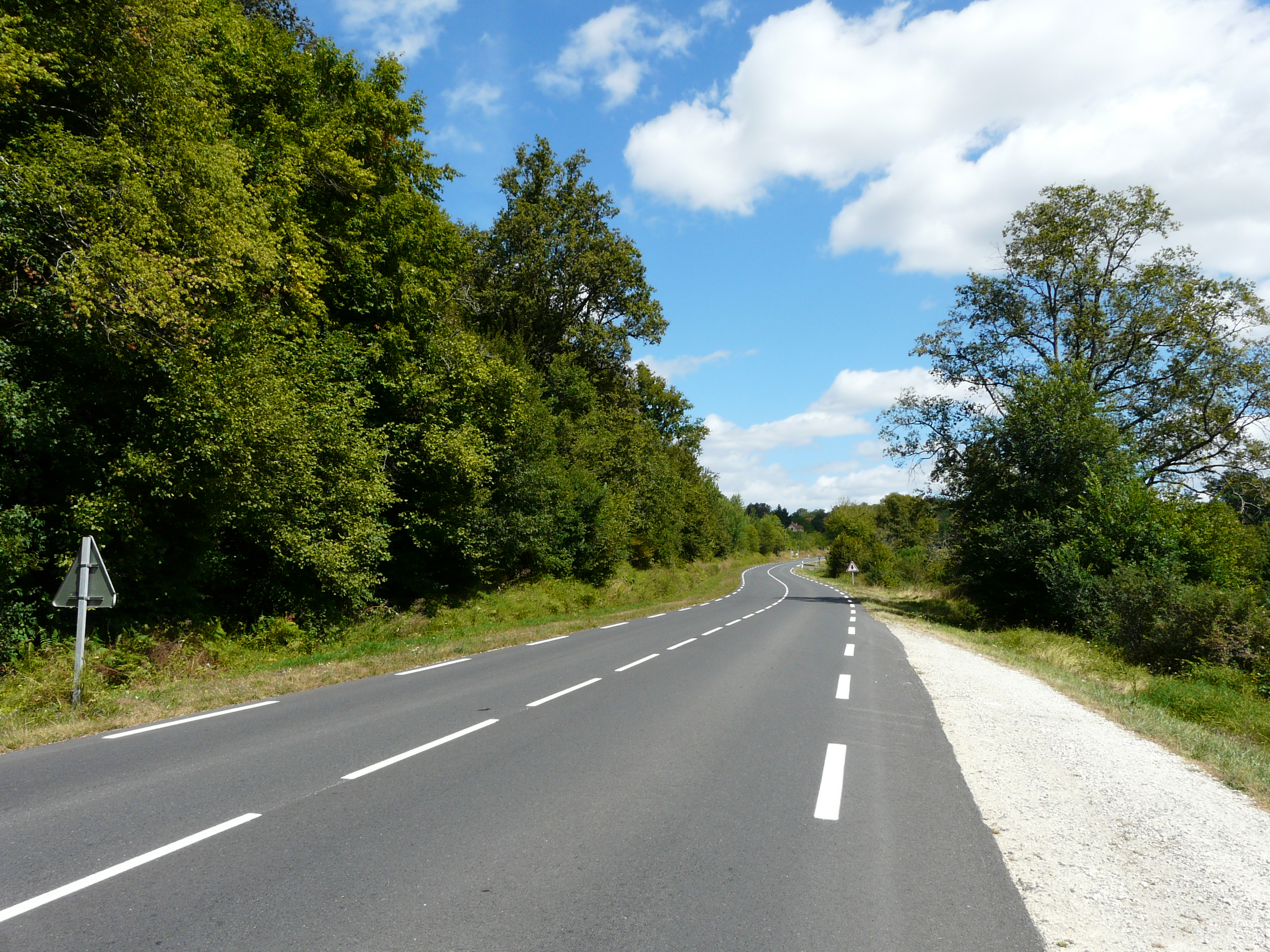
Шоссе RD 707